# Masoncus pogonophilus
Masoncus pogonophilus Cushing, 1995 è un ragno appartenente alla famiglia Linyphiidae.

## Biologia
Questo ragno è mirmecofilo, cioè vive in associazione con le formiche; in particolare vive come commensale all'interno delle colonie di Pogonomyrmex badius (Myrmicinae), predando piccoli collemboli ed altri microinvertebrati simbionti; l'impatto di tale interazione sull'equilibrio ecologico del formicaio è trascurabile.

## Distribuzione
La specie è stata rinvenuta in alcune località degli USA nei pressi delle Archer Sandhills, nella Contea di Levy, in Florida.

## Tassonomia
Al 2012 non sono note sottospecie e non sono stati esaminati nuovi esemplari dal 1995.